# Annie Edson Taylor
Annie Edson Taylor (24 tháng 10 năm 1838 - ngày 29 tháng 4 năm 1921) là một giáo viên người Mỹ, vào ngày sinh nhật của bà, ngày 24 tháng 10 năm 1901, bà trở thành người đầu tiên sống sót sau chuyến chinh phục mạo hiểm vượt thác Niagara trong một cái thùng tô nô. Động cơ của bà là tài chính nhưng bà không kiếm được nhiều tiền từ chuyến mạo hiểm này.

## Tiểu sử
Annie Edson Taylor sinh ngày 24 tháng 10 năm 1838 tại Auburn, New York. Bà là một trong tám đứa con; cha bà, Merrick Edson, sở hữu một cối xay bột. Ông qua đời khi bà 12 tuổi nhưng tiền thừa kế sau đó vẫn tiếp tục đem đến cuộc sống thoải mái cho gia đình. Bà đã trở thành giáo viên (bà đã nhận được bằng cấp danh dự trong một khóa học kéo dài bốn năm). Trong suốt quá trình học, bà gặp David Taylor. Họ đã lập gia đình và có một người con trai đã chết yểu. Chồng bà qua đời ngay sau đó. Sau khi thành góa phụ, bà đã dành cả năm tìm việc giữa công việc và địa điểm.
Cuối cùng, bà đã kết thúc ở Bay City, Michigan, nơi bà hy vọng sẽ là một giáo viên khiêu vũ. Vì không có trường dạy khiêu vũ tại Bay City vào thời điểm đó, Taylor đã mở riêng của mình. Sau đó, cô chuyển đến Sault Ste. Marie vào năm 1900 để dạy nhạc. Từ Sault Ste. Marie đi du lịch đến San Antonio, Texas, nơi bà và một người bạn cùng nhau đến Mexico City để tìm việc làm. Không thành công, bà trở lại Bay City.

## Vượt thác Niagara

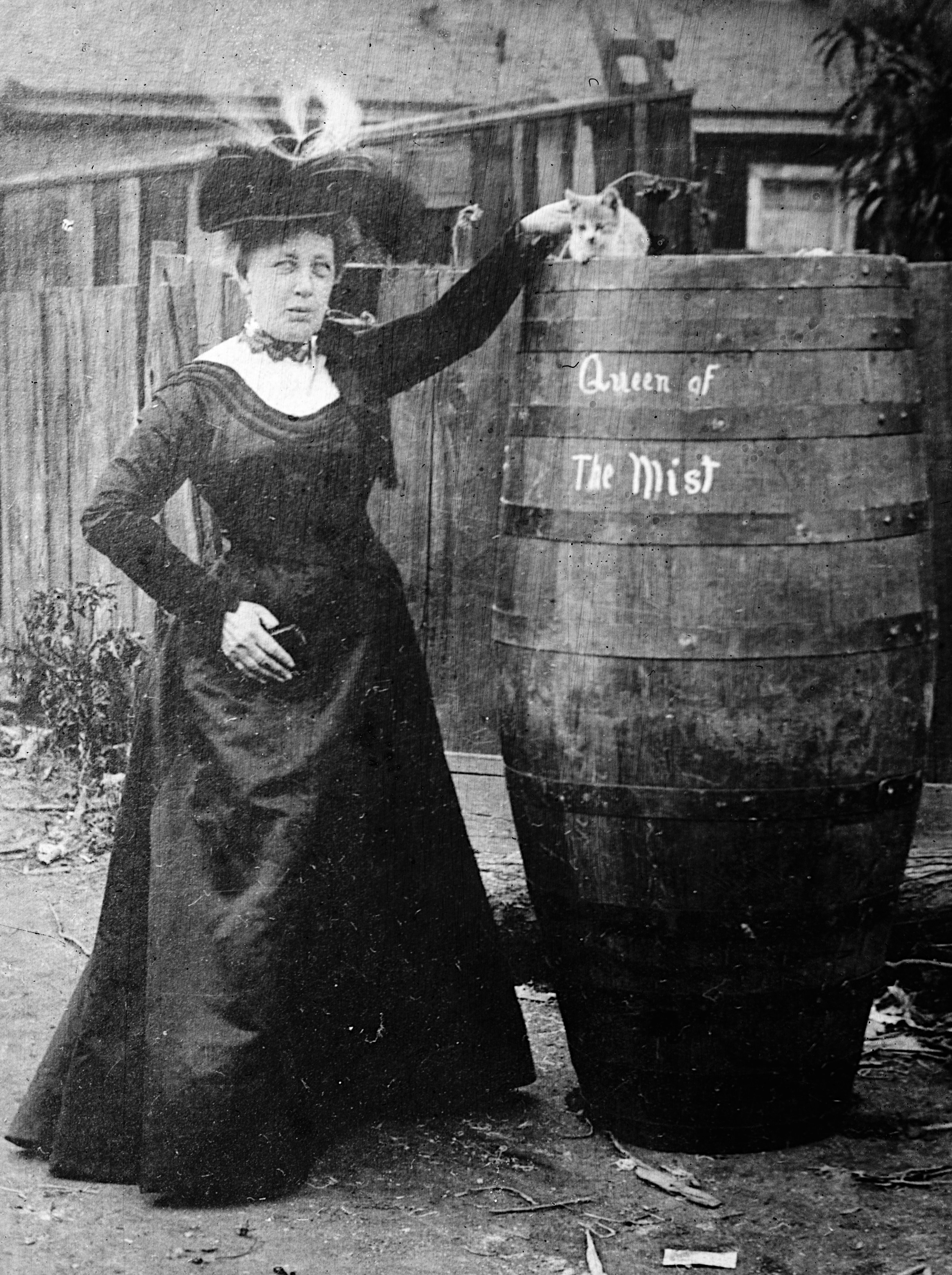
"The Queen of the Mist" chụp hình với chiếc thùng gỗ và con mèo.

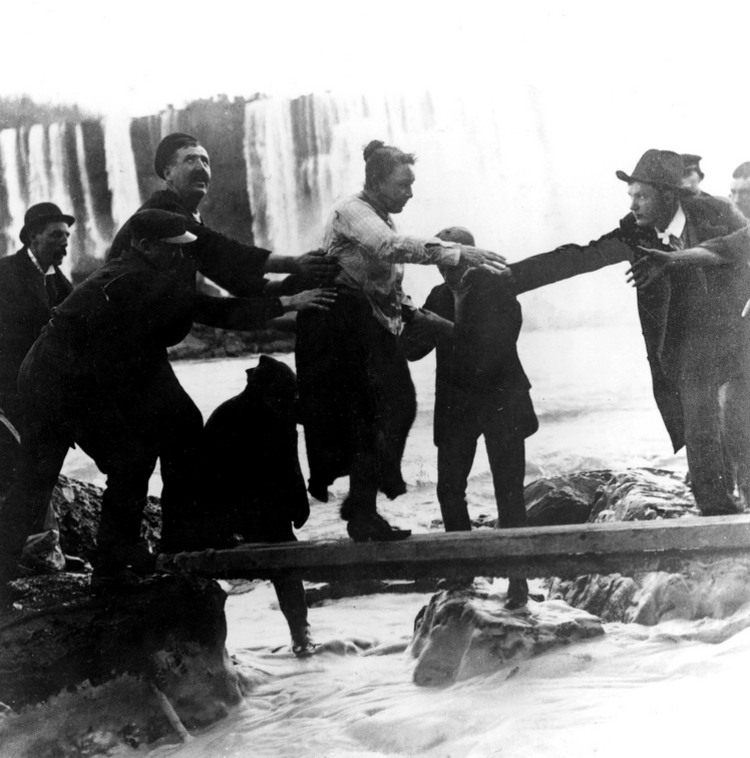
Annie Edson Taylor sau khi vượt thác

Mong muốn bảo đảm về tài chính cho những năm sau của mình, và tránh lâm cảnh tế bần, bà quyết định sẽ là người đầu tiên vượt qua thác Niagara trong một cái thùng tô nô gỗ. Taylor đã sử dụng một cái thùng tô nô làm theo yêu cầu, được làm bằng gỗ sồi, sắt và đệm bằng nệm. Một số sự chậm trễ xảy ra khi hạ thủy thùng, đặc biệt vì không ai muốn gặp nguy cơ tự tử rủi ro. Hai ngày trước khi Taylor thử sức, một con mèo nhà đã được thả qua thác Horseshoe trong thùng gỗ của bà để kiểm tra sức mạnh xem thùng có bị vỡ hay không. Trái ngược với những tin đồn vào thời điểm đó, con mèo sống sót sau khi lao xuống nước và 17 phút sau, sau khi tìm ra con mèo bị chảy máu đầu, chụp cùng Taylor trong bức ảnh.
Vào ngày 24 tháng 10 năm 1901, sinh nhật thứ 63 của mình, thùng gỗ được đặt bên cạnh một chiếc thuyền buồm, và Taylor trèo lên, cùng với chiếc gối hình trái tim may mắn. Sau khi đậy nắp lại, bạn bè sử dụng một chiếc lốp xe đạp để bơm khí vào thùng. Cái lỗ bơm hơi được cắm bằng nút chai, và Taylor đã được đặt gần bờ biển Mỹ, phía nam đảo Goat.
Sông Niagara đẩy chiếc thùng lên thác Horseshoe ở Canada, nơi đã từng là địa điểm cho tất cả những người liều lĩnh biểu diễn ở thác Niagara. Những người cứu hộ đã vớt thùng của bà ngay sau khi lao xuống. Taylor đã được phát hiện vẫn còn sống và tương đối không bị thương, ngoại trừ một vết rách nhỏ trên đầu. Chuyến vượt thác mất ít hơn hai mươi phút, nhưng nó mất một thời gian trước khi thùng thực sự mở ra. Sau cuộc hành trình, Annie Taylor nói với báo chí:

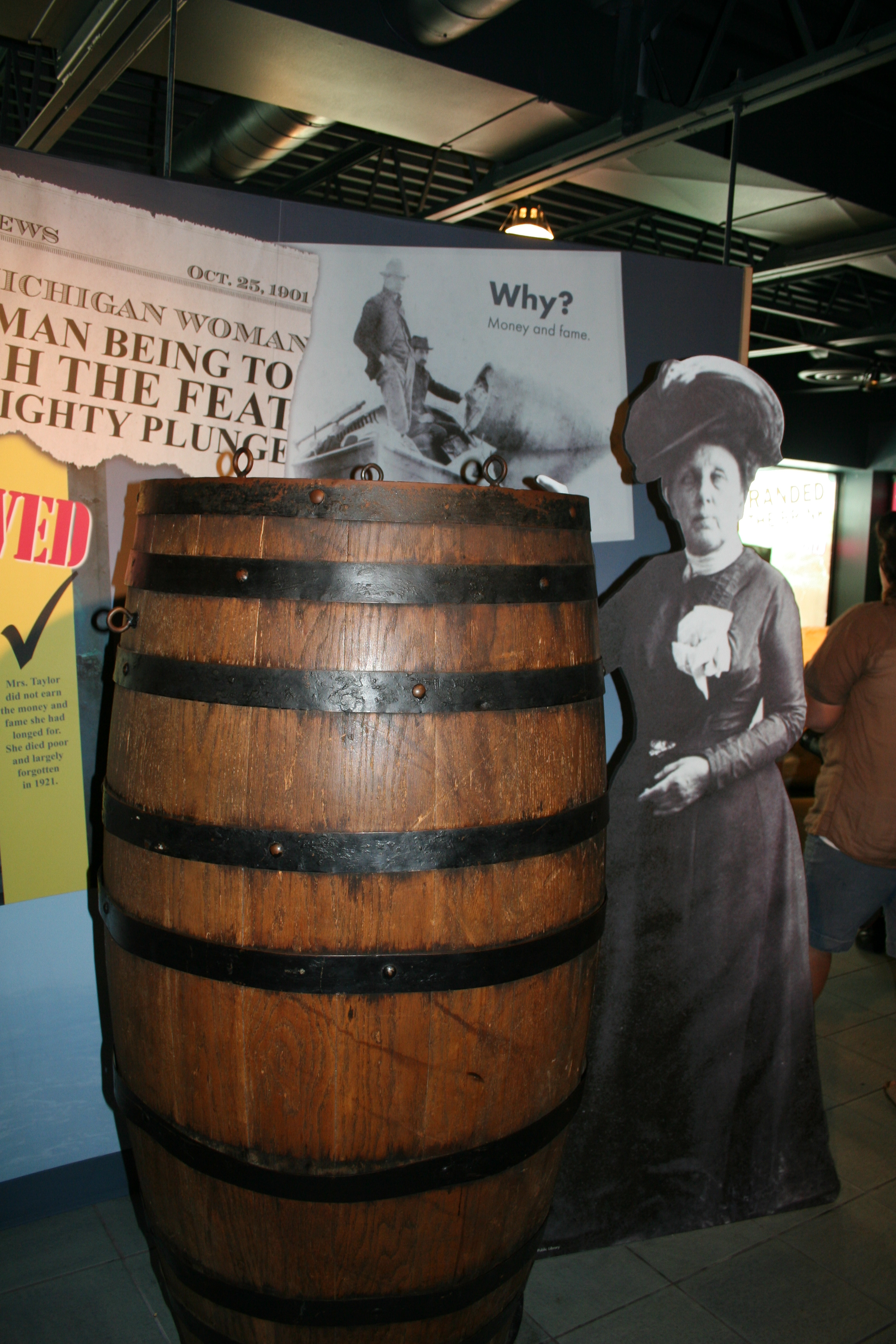
Taylor's Barrel at the IMax

Nếu đó là với hơi thở cuối cùng của tôi, tôi sẽ cảnh báo mọi người không nên thử sức với trò này.... Tôi thà chạy đến một khẩu pháo, biết rằng nó sẽ xé tôi ra từng miếng hơn là thực hiện chuyến đi khác vượt thác một lần nữa.

## Cuối đời
Bà kiếm tiền một thời gian ngắn khi nói về kinh nghiệm của mình, nhưng không thể xây dựng được sự giàu có. Quản lý của bà, Frank M. Russell, bỏ trốn bằng chiếc thùng của bà, và hầu hết số tiền tiết kiệm của bà đều được sử dụng cho thám tử được thuê để tìm nó. Cuối cùng, nó đặt tại Chicago, chỉ để vĩnh viễn biến mất một thời gian sau đó.
Bà đã trải qua những năm cuối cùng chụp hình với khách du lịch tại quầy hàng lưu niệm của mình, cố gắng kiếm tiền từ Sàn giao dịch Chứng khoán New York, kể trải nghiệm ngắn gọn về việc lao xuống thác nước lớn lần thứ hai vào năm 1906, cố gắng viết một cuốn tiểu thuyết, dựng lại chuyến vượt thác liều lĩnh năm 1901 trên phim (chưa bao giờ trình chiếu), làm việc như một nhà tiên tri và cung cấp các liệu pháp điều trị từ tính cho cư dân địa phương.

## Qua đời

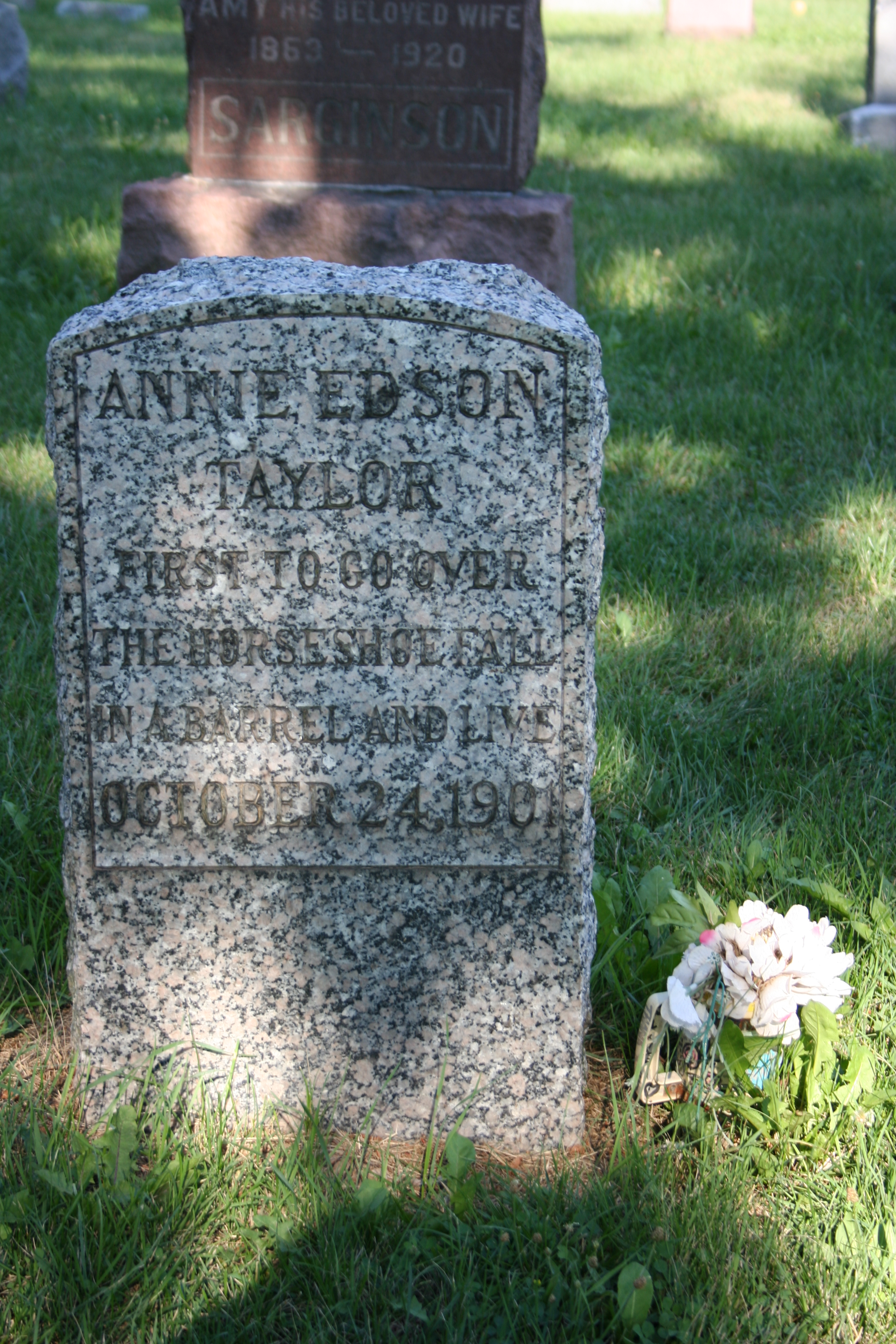
Nơi an nghỉ của Annie

Annie Taylor qua đời vào ngày 29 tháng 4 năm 1921, ở tuổi 82, tại Bệnh viện quận Niagara ở Lockport, New York. Bà được an táng tại "Stunters Section" của nghĩa trang Oakwood ở Niagara Falls, New York.

## Trong văn hóa đại chúng
Nhân vật Annie Taylor xuất hiện trong phim IMAX Niagara: Miracles, Myths and Magic 
Emma Donoghue đã viết một truyện ngắn kể về nguồn gốc của Taylor.
Legends of the Hidden Temple có một tập mang tên "Chiếc gối hình trái tim của Annie Taylor."
Nhà soạn nhạc Michael John LaChiusa viết nhạc kịch, "Queen of the Mist", dựa trên cuộc đời của Taylor. Nó được Tập đoàn Giao thông vận tải thành phố New York công chiếu vào ngày 18 tháng 10 năm 2011 và Mary Testa đóng vai Taylor.
Câu chuyện của Taylor gợi lên cốt truyện cho tập "Barrel Bear" của chương trình truyền hình Wonderfalls.
Chris Van Allsburg đã viết một quyển sách dành cho trẻ em có tên "Nữ hoàng thác nước" về thành tích đáng kinh ngạc của bà.
Nancy Kelly Allen xuất bản cuốn sách dành cho trẻ em vào năm 2013 được gọi là "Chiếc thùng gỗ vượt qua thác Niagara".
Annie được Kathleen Ordiway hóa thân thành trong tour du lịch "Encounter Niagara" tại Công viên thác nước Niagara.
Trong phim truyền hình Murdoch Mysteries 7-1 "Murdoch Ahoy", Annie (Jillian Cook) đang ở Toronto để phát biểu, tại đồn cảnh sát buộc tội quản lý của mình (Joel Rinzler) ăn trộm thùng tô nô của mình.
Câu chuyện của bà cũng xuất hiện trong tập phim "Niagara Falls Daredevil, Accidental Nuclear Bomb, Railroad Heroine", một phần của chương trình Mysteries at the Museum.
Nhà thơ John Wall Barger đã miêu tả Annie Edson Taylor như là nữ anh hùng / nạn nhân của phóng xạ của một bộ phim hư cấu trong bài thơ "Chernobyl" năm 2014 của mình.
Bà cũng được miêu tả trong chương trình "Conquering Niagara" của National Geographic, nơi tất cả tài liệu về người liều lĩnh cố gắng vượt qua thác nước.
Trong tập phim "Return of the Technodrome" của loạt phim Teenage Mutant Ninja Turtles 1987-1996, khi máy bay Turtleblimp sắp rơi xuống Thác Niagara, Raphael nói rằng nếu sau khi tất cả họ rơi xuống Thác Niagara, họ sẽ nằm trong một chiếc thùng tô nô.